# Municipio de Red River (condado de Little River)
El municipio de Red River (en inglés: Red River Township) es un municipio ubicado en el condado de Little River en el estado estadounidense de Arkansas. En el año 2010 tenía una población de 550 habitantes y una densidad poblacional de 3,83 personas por km².

## Geografía
El municipio de Red River se encuentra ubicado en las coordenadas 33°34′15″N 94°13′33″O / 33.57083, -94.22583. Según la Oficina del Censo de los Estados Unidos, el municipio tiene una superficie total de 143.75 km², de la cual 137.08 km² corresponden a tierra firme y (4.64%) 6.67 km² es agua.

## Demografía
Según el censo de 2010, había 550 personas residiendo en el municipio de Red River. La densidad de población era de 3,83 hab./km². De los 550 habitantes, el municipio de Red River estaba compuesto por el 84.36% blancos, el 8.91% eran afroamericanos, el 1.64% eran amerindios, el 1.09% eran asiáticos, el 0.18% eran isleños del Pacífico, el 2.36% eran de otras razas y el 1.45% pertenecían a dos o más razas. Del total de la población el 4% eran hispanos o latinos de cualquier raza.